# أباكار سيلا
لوبادي أباكار سيلا (بالفرنسية: Loubadhe Abakar Sylla)‏ هو لاعب كرة قدم إيفواري ولد بتاريخ 25 ديسمبر 2002.

## مسيرته
بدأ مسيرته مع نادي كلوب بروج البلجيكي

## وصلات خارجية
أباكار سيلا على موقع قاعدة بيانات كرة القدم.إي يو (الإنجليزية)
- أباكار سيلا على موقع ليكيب (الفرنسية)
- أباكار سيلا على موقع ناشيونال فوتبول تيمز (الإنجليزية)
- أباكار سيلا على موقع Soccerway.com (الإنجليزية)